# Follie di jazz
Follie di jazz (Second Chorus) è un film del 1940 diretto da Henry C. Potter.

## Trama
Costretti ad abbandonare l'ovattato mondo del college, i due amici trombettisti Daniel e Hank si lanciano in una lotta senza esclusione di colpi per conquistarsi i favori di Elen, ex segretaria della band universitaria. Contemporaneamente cercano, in tutti i modi, di conquistarsi uno spazio nel duro e selettivo ambiente musicale degli anni trenta. Alla fine il successo arriderà a Daniel.

## Commento
Con il suo caratteristico tocco leggero e neutrale Henry C. Potter asseconda le evoluzioni di Fred Astaire e le gustose performance dell'orchestra di Artie Shaw (che compare nei panni di se stesso), per poi esplodere in momenti di comicità slapstick o di demenzialità alla Hellzapoppin', in occasione, ad esempio del tip tap alla cosacca, interpretato da un Fred Astaire irriconoscibile sotto la barba e il colbacco. Tra i numeri musicali, tutti di elevato livello, alcuni si guadagnarono particolare notorietà, anche al di fuori del film. Meritano di essere citati: Would you like to be the love of my life, Poor Mr Chisholm e Swing Concerto.